# Hr.Ms. Elst (1956)
De Hr.Ms. Elst was een mijnenveger van de Nederlandse Koninklijke Marine van de Wildervankklasse. Het schip werd in Bolnes gebouwd en in 1956 te water gelaten en in dienst genomen met als naamsein M829. Het schip werd in 1970 uit dienst genomen en verkocht aan de keizerlijke marine van Ethiopië met de nieuwe naam MS 41.